# Platygaster generalii
Platygaster generalii is een vliesvleugelig insect uit de familie van de Platygastridae. De wetenschappelijke naam van de soort is voor het eerst geldig gepubliceerd in 1877 door Rondani.